# Yash Chopra
Yash Raj Chopra, noto semplicemente come Yash Chopra (Lahore, 27 settembre 1932 – Mumbai, 21 ottobre 2012), è stato un regista e produttore cinematografico indiano.
Fu il fondatore della Yash Raj Films, la più grande casa di produzione dell'India.
Ha due figli, Aditya, regista e produttore anch'egli, e Uday Chopra, attore.
Si trattava di uno degli uomini più influenti di Bollywood.
Vinse numerose volte i Filmfare Awards, sia per la regia sia per il film.
Morì il 21 ottobre 2012 in un ospedale di Mumbai all'età di 80 anni, a seguito di un'infezione di dengue.

## Filmografia

### Produttore
- Daag (1973)
- Kabhi Kabhie (1976)
- Doosra Aadmi (1977)
- Noorie (1979)
- Kaala Pathar (1979)
- Silsila (1981)
- Nakhuda (1981)
- Sawaal (1982)
- Mashaal (1984)
- Faasle (1985)
- Vijay (1988)
- Chandni (1989)
- Lamhe (1991)
- Darr (1993)
- Aaina (1993)
- Yeh Dillagi (1994)
- Dilwale Dulhania Le Jayenge (1995)
- Dil To Pagal Hai (1997)
- Mohabbatein (2000)
- Mujhse Dosti Karoge! (2002)
- Mere Yaar Ki Shaadi Hai (2002)
- Saathiya (2002)
- Hum Tum (2004)
- Dhoom (2004)
- Veer-Zaara (2004)
- Bunty Aur Babli (2005)
- Salaam Namaste (2005)
- Neal N Nikki (2005)
- Fanaa (2006)
- Dhoom 2 (2006)
- Kabul Express (2006)
- Ta Ra Rum Pum (2007)
- Jhoom Barabar Jhoom (2007)
- Chak De India (2007)
- Laaga Chunari Mein Daag (2007)
- Aaja Nachle (2007)
- Tashan (2008)
- Thoda Pyaar Thoda Magic (2008)
- Bachna Ae Haseeno  (2008)
- Roadside Romeo  (2008)
- Rab Ne Bana Di Jodi (2008)
- Anurag Singh's Next (2009)
- New York (2009)

### Regista
- Dhool Ka Phool (1959)
- Waqt (1965)
- Aadmi Aur Insaan (1969)
- Ittefaq (1969)
- Daag (1973)
- Deewaar (1975)
- Kabhi Kabhie (1976)
- Trishul (1978)
- Kaala Patthar (1979)
- Silsila (1981)
- Mashaal (1984)
- Faasle (1985)
- Vijay (1988)
- Chandni (1989)
- Lamhe (1991)
- Parampara (1992)
- Darr (1993)
- Dil To Pagal Hai (1997)
- Veer-Zaara (2004)